# Grup de la schorlomita
El grup de la schorlomita és un grup de minerals de la classe dels silicats que cristal·litzen en el sistema isomètric. El grup, que forma part del supergrup del granat, està format per sis espècies minerals: hutcheonita, irinarassita, kerimasita, kimzeyita, schorlomita i toturita.
| Espècie      | Fórmula             |
| ------------ | ------------------- |
| Hutcheonita  | Ca₃Ti₂(SiO₄)(AlO₄)₂ |
| Irinarassita | Ca₃Sn₂Al₂SiO₁₂      |
| Kerimasita   | Ca₃Zr₂(SiFe3+ 2)O₁₂ |
| Kimzeyita    | Ca₃Zr₂(SiAl₂)O₁₂    |
| Schorlomita  | Ca₃Ti₂(SiFe3+ 2)O₁₂ |
| Toturita     | Ca₃Sn₂(SiFe3+ 2)O₁₂ |

Segons la classificació de Nickel-Strunz els minerals del grup pertanyen a "9.AD - Nesosilicats sense anions addicionals; cations en [6] i/o major coordinació» juntament amb els següents minerals: larnita, calcioolivina, merwinita, bredigita, andradita, almandina, calderita, goldmanita, grossulària, henritermierita, hibschita, hidroandradita, katoïta, knorringita, majorita, morimotoïta, vogesita, spessartina, uvarovita, wadalita, holtstamita, momoiïta, eltyubyuïta, coffinita, hafnó, torita, thorogummita, zircó, stetindita, huttonita, tombarthita-(Y), eulitina i reidita.